# Priseaca (okręg Prahova)
Priseaca – wieś w Rumunii, w okręgu Prahova, w gminie Gornet-Cricov. W 2011 roku liczyła 325 mieszkańców.